# Toluquita
Toluquita är en ort i Mexiko.   Den ligger i kommunen Tapachula och delstaten Chiapas, i den sydöstra delen av landet, 900 km sydost om huvudstaden Mexico City. Toluquita ligger 417 meter över havet och antalet invånare är 248.
Terrängen runt Toluquita är kuperad norrut, men söderut är den platt. Runt Toluquita är det tätbefolkat, med 397 invånare per kvadratkilometer. Närmaste större samhälle är Tapachula, 7,8 km söder om Toluquita. I omgivningarna runt Toluquita växer huvudsakligen savannskog.